# Стюардесса (радиолокационная станция)
11Ж6 «Стюардесса» — автономный комплексированный вторичный радиолокатор (КВРЛ) для систем вторичной радиолокации УВД и государственного опознавания. Предназначен для радиотехнического обеспечения полётов, используется для управления воздушным движением в аэродромной и аэродромно-трассовой зоне с повышенной защитой от помех при работе в сложных погодных условиях.

## История
В начале 2000-х годов ЗАО «НИИИТ-РК» (г. Челябинск) совместно с ЗАО «РЭС» (г. Москва) по заказу Минобороны РФ приступили к разработке перспективных локаторов УВД на новой элементной базе. В радиолокаторе была впервые применена перспективная система опознавания «Радикал». В 2004 году КВРЛ начали производить серийно. В 2005 году КВРЛ принят на снабжение Вооружённых Сил России, а в 2007 году новый радиолокатор поступил на вооружение.